# تلفاز تعليمي
التلفاز التربوي أو التلفاز التعليمي هو استخدام البرامج التلفزيونية في مجال التعليم عن بعد. قد تكون في شكل برامج تلفزيونية فردية أو قنوات متخصصة عن طريق إعداد برامج تعليمية ضمن إطار منهجي محدد ويبحث في موضوع تعليمي محدد لتحقيق هدف سلوكي.
هناك أيضا برامج تعليم الكبار للجمهور الأكبر سنا. العديد من هذه الخدمات عبارة عن خدمات تلفزيونية تعليمية أو خدمات «اتصالات» يمكن الاعتماد عليها للحصول على ائتمان الكلية. ومن الأمثلة على ذلك برامج الجامعة المفتوحة على تلفزيون بي بي سي في المملكة المتحدة.
العديد من المسلسلات التلفزيونية للأطفال تعليمية، تتراوح من برامج التعلم المخصصة لتلك التي تعلم المشاهدون بشكل غير مباشر. تمت كتابة بعض المسلسلات لتكون لها أخلاقيات محددة وراء كل حلقة، وغالبًا ما يتم شرحها في النهاية بالشخصية التي تعلمت الدرس.
في الجوانب الاجتماعية للتلفاز، وجدت العديد من الدراسات أن التلفزيون التعليمي له مزايا عديدة. تشرح شبكة التوعية الإعلامية في مقالها، «الأشياء الجيدة عن التلفزيون»، أن التلفزيون يمكن أن يكون أداة تعليمية قوية وفعالة جدًا للأطفال إذا تم استخدامه بحكمة. تنص المقالة على أن التلفزيون يمكن أن يساعد الشباب على اكتشاف مكانهم في المجتمع، وتطوير علاقات أوثق مع الأقران والأسرة، وتعليمهم فهم الجوانب الاجتماعية المعقدة للتواصل.